# وانگ ژی‌چی

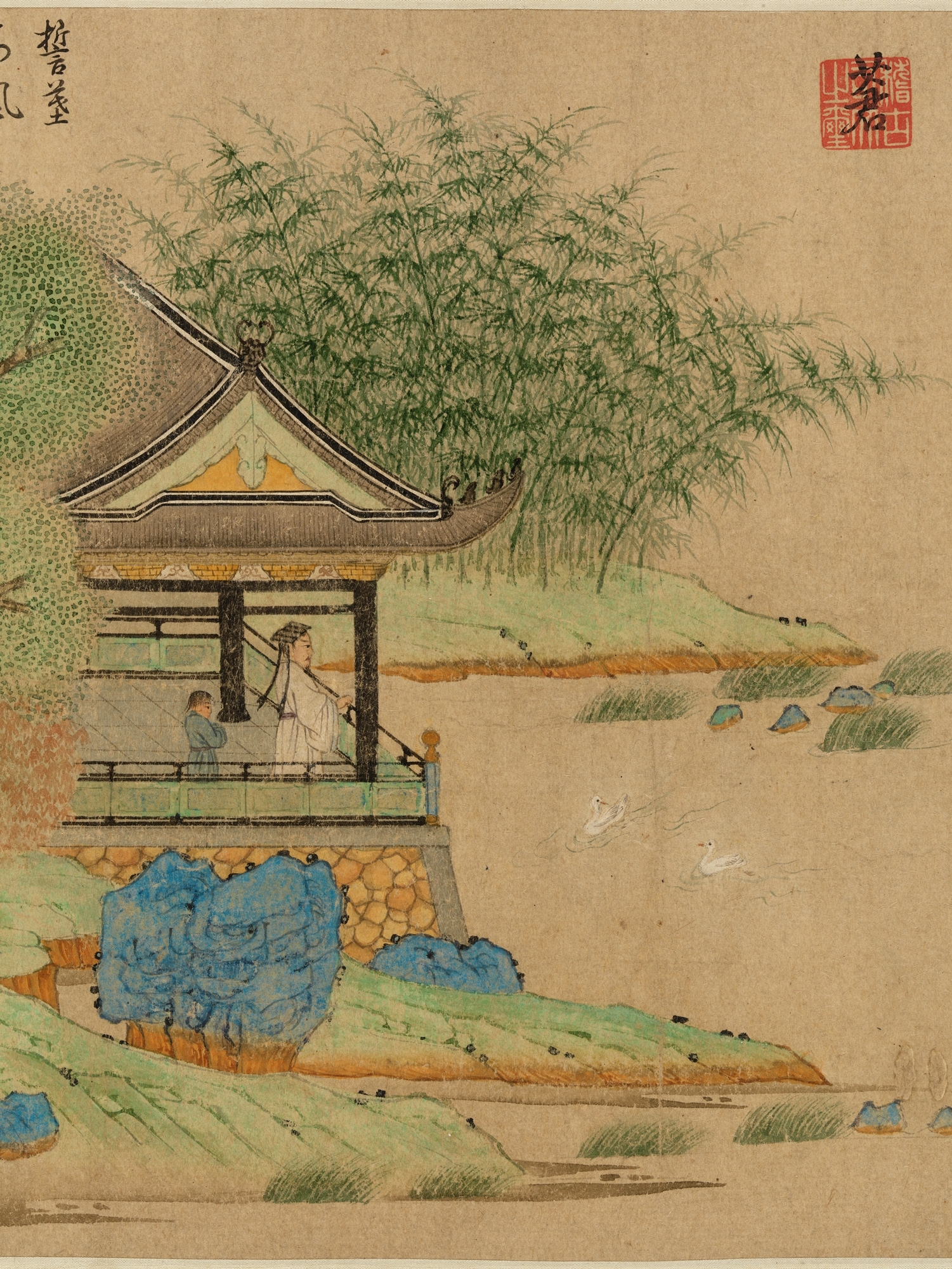
نگاره‌ای از وانگ ژی‌چی که پس از مرگش کشیده‌شده‌است.

وانگ ژی چی(به چینی: 王羲之) (زاده ۳۰۳-مرگ ۳۶۱ میلادی) خوشنویس چینی بود.
او زادهٔ لین‌یی بود ولی بیشتر زندگیش را در شائوژینگ گذراند. وی هنر خوشنویسی را از وی شوئو آموخت. او در خط‌های گوناگون زبردست بود ولی تخصصش در خط نیمه‌شکسته بود. هیچ یک از اثرهای او امروزه به طور مستقیم به دست ما نرسیده‌است.
برپایهٔ افسانه‌ها او می‌توانسته در خطاطی مچ دستش را مانند گردن غاز بپیچاند. او هفت فرزند داشته که همگی در خوشنویسی زبردست بوده‌اند و نامدارترینشان کوچکترین پسرش وانگ ژیانچی بوده‌است.